# Прима (интервал)
Прима (на латински: prima – „първа“) е музикален интервал при който два съседни тона са една и съща степен – например до – до, ре диез-ре диез. Отстоянието е нула тона. От гледище на музикалната теория, е равнозначна с октавата. Рядко, но е увеличена прима :например до – до диез, като подобни алтерации не засягат основните тонове на лада – тоника, субдоминанта и доминанта, както и тоновете на тоническото тризвучие (акорд).
Някои теоретични разработки допускат „умалена прима“, „двойноувеличена прима“, но в практиката такива интервали се срещат извънредно рядко и се възприемат повече като неграмотна нотопис.